# ゴールデンラズベリー賞 最低脚本賞
ゴールデンラズベリー賞最低脚本賞は、ゴールデンラズベリー賞の部門の一つで、その年最低の映画脚本家に贈られる。

## 受賞とノミネート一覧

### 1980年代
- 1980年 『ミュージック・ミュージック』 - 脚本: ブロント・ウッダード、アラン・カー
  - 『LOVEシーズン』 - 脚本: エリック・シーガル、ロニー・カーン、フレッド・シーガル
  - 『クルージング』 - 脚本: ウィリアム・フリードキン
  - 『ジェネシスを追え』 - 脚本: スティーヴ・シェイガン
  - It's My Turn - 脚本: エレノア・バーグスタイン
  - Middle Age Crazy - 脚本: カール・クラインシュミット
  - 『レイズ・ザ・タイタニック』 - 脚本: アダム・ケネディ、エリック・ヒューズ
  - 『ラスト・レター』 - 脚本: ヘスパー・アンダーソン
  - 『エミリーの窓』 - 脚本: バリー・シーゲル
  - 『ザナドゥ』 - 脚本: リチャード・クリスチャン・ダナス、マーク・リード・ルベル

- 1981年 『愛と憎しみの伝説』 - 脚本: フランク・ヤブランス、フランク・ペリー、トレイシー・ホッチナー、ロバート・ゲッチェル、原作: クリスティーナ・クロフォード
  - 『エンドレス・ラブ』 - 脚本: ジュディス・ラスコー、原作: スコット・スペンサー
  - 『天国の門』 - 脚本: マイケル・チミノ
  - 『S.O.B.』 - 脚本: ブレイク・エドワーズ
  - 『類猿人ターザン』 - 脚本: トム・ロウ、ゲイリー・ゴダード、原作: エドガー・ライス・バローズ

- 1982年 『インチョン!』 - 脚本: ロビン・ムーア、レアード・コーニッグ
  - 『アニー』 - 脚本: キャロル・ソビエスキー、原作ミュージカル: トーマス・ミーハン、原作コミック『リトル・オーファン・アニー』 : ハロルド・グレイ（クレジット無し）
  - Butterfly - 脚本: ジョン・ゴフ、マット・シンバー、脚色: マット・シンバー、原作: ジェームズ・M・ケイン
  - 『パイレーツ・ムービー』 - 脚本: トレヴァー・ファラント、原作: ウィリアム・S・ギルバート、アーサー・サリヴァン
  - Yes, Giorgio - 脚本: ノーマン・スタインバーグ、原作: アニー・パイパー

- 1983年 The Lonely Lady - 脚本: ジョン・カーショー、ショーン・ランドール、脚色: エレン・シェパード、原作: ハロルド・ロビンズ
  - 『フラッシュダンス』 - 脚本: トム・ヘドリー、ジョー・エスターハス、原案: トム・ヘドリー
  - 『超人ヘラクレス』 - 脚本: ルイジ・コッツィ
  - 『ジョーズ3』 - 脚本: リチャード・マシスン、カール・ゴットリーブ、原案: ガードン・トゥルーブラッド、原作: ピーター・ベンチリー
  - 『セカンド・チャンス』 - 脚本: ジョン・ハーツフェルド

- 1984年 『ボレロ 愛欲の日々』 - 脚本: ジョン・デレク
  - 『キャノンボール2』 - 脚本: ハーヴェイ・ミラー、ハル・ニーダム、アルバート・ラディ
  - 『クラブ・ラインストーン/今夜は最高!』 - 脚本: フィル・アルデン・ロビンソン、シルヴェスター・スタローン、原案: フィル・アルデン・ロビンソン
  - 『シーナ』 - 脚本: デイヴィッド・ニューマン、ロレンツォ・センプル・ジュニア、原案: デイヴィッド・ニューマン、レスリー・スティーヴンス、原作: S・M・アイジャー、ウィル・アイズナー（クレジット無し）
  - 『ボーイハント』 - 脚本: スチュー・クリーガー、ジェフ・バークハート、原作: グレンドン・スワザウト

- 1985年 『ランボー/怒りの脱出』 - 脚本: シルヴェスター・スタローン、ジェームズ・キャメロン、原案: ケヴィン・ジャール、原作: ディヴィッド・マレル
  - 『ザ・ギャンブラー』- 脚本: リチャード・ブルックス
  - 『パーフェクト』- 脚本: アーロン・レイサム、ジェームズ・ブリッジス、原作: 『ローリング・ストーン』: アーロン・レイサム
  - 『ロッキー4/炎の友情』- 脚本: シルヴェスター・スタローン
  - 『イヤー・オブ・ザ・ドラゴン』- 脚本: オリバー・ストーン、マイケル・チミノ、原作: ロバート・デイリー

- 1986年 『ハワード・ザ・ダック/暗黒魔王の陰謀』 - 脚本: ウィラード・ハイク、グロリア・カッツ、原作: スティーヴ・ガーバーによるマーベル・コミックのキャラクター
  - 『コブラ』- 脚本: シルヴェスター・スタローン、原作: ポーラ・ゴズリング
  - 『ナインハーフ』- 脚本: パトリシア・ノップ、ザルマン・キング、サラ・ケルノチャン、原作: エリザベス・マクニール
  - 『上海サプライズ』- 脚本: ジョン・コーン、ロバート・ベントリー、原作: トニー・ケンリック
  - 『プリンス/アンダー・ザ・チェリー・ムーン』- 脚本: ベッキー・ジョンストン

- 1987年 『ビル・コスビーのそれ行けレオナルド』 - 脚本: ジョナサン・レイノルズ、原案: ビル・コスビー
  - 『イシュタール』 - 脚本: エレイン・メイ
  - 『ジョーズ'87 復讐篇』 - 脚本: マイケル・デガズマ、キャラクター創造: ピーター・ベンチリー
  - 『タフガイは踊らない』 - 脚本・原作: ノーマン・メイラー
  - 『フーズ・ザット・ガール』 - 脚本: アンドリュー・スミス、ケン・フィンクルマン、原案: アンドリュー・スミス

- 1988年 『カクテル』 - 脚本・原作: ヘイウッド・グールド
  - 『マネーゲームで大逆転 しゃべった!走った!もうかった!』 - 脚本: スティーヴン・ニーガー、ヒューゴ・ギルバート、チャーリー・ピータース、原案: スティーヴン・ニーガー、ヒューゴ・ギルバート
  - 『マック』 - 脚本: スチュワート・ラフィル、スティーヴ・フェケ
  - 『ランボー3/怒りのアフガン』 - 脚本: シルヴェスター・スタローン、シェルドン・レティック、キャラクター創造: ディヴィッド・マレル
  - 『ウィロー』 - 脚本: ボブ・ドルマン、原案: ジョージ・ルーカス

- 1989年 『ハーレム・ナイト』 - 脚本: エディ・マーフィ
  - 『ベスト・キッド3 最後の挑戦』 - 脚本: ロバート・マーク・ケイメン、キャラクター創造: ロバート・マーク・ケイメン
  - 『ロードハウス/孤独の街』 - 脚本: デヴィッド・リー・ヘンリー、ヒラリー・ヘンキン、原案: デヴィッド・リー・ヘンリー
  - 『スタートレックV 新たなる未知へ』 - 脚本: デヴィッド・ローヘリー、原案: ウィリアム・シャトナー、ハーヴ・ベネット、デヴィッド・ローヘリー,、原作: ジーン・ロッデンベリー
  - 『デッドフォール』 - 脚本: ランディ・フェルドマン

### 1990年代
- 1990年 『フォード・フェアレーンの冒険』 - 脚本: ダニエル・ウォーターズ、ジェームズ・カップ、デヴィッド・アーノット、キャラクター創造: レックス・ワイナー
  - 『虚栄のかがり火』 - 脚本: マイケル・クリストファー、原作: トム・ウルフ
  - 『ゴースト・ラブ』 - 脚本: ジョン・デレク
  - 『プリンス/グラフィティ・ブリッジ』 - 脚本: プリンス
  - 『ロッキー5/最後のドラマ』 - 脚本: シルヴェスター・スタローン

- 1991年 『ハドソン・ホーク』 - 脚本: スティーヴン・E・デ・スーザ、ダニエル・ウォーターズ、原案: ブルース・ウィリス、ロバート・クラフト
  - 『クール・アズ・アイス』 - 脚本: デヴィッド・ステン
  - Dice Rules - コンサート脚本: アンドリュー・ダイス・クレイ、"A Day in the Life" : レニー・シュルマン、原案: アンドリュー・ダイス・クレイ
  - 『絶叫屋敷へいらっしゃい』 - 脚本: ダン・エイクロイド、原案: ピーター・エイクロイド
  - 『ブルーラグーン』 - 脚本: レスリー・スティーヴンス、原作: ヘンリー・ドヴィア・スタックプール

- 1992年 『刑事ジョー ママにお手上げ』 - 脚本: ブレイク・スナイダー、ウィリアム・オズボーン、ウィリアム・デイヴィス
  - 『ボディガード』 - 脚本: ローレンス・カスダン
  - 『コロンブス』 - 脚本: ジョン・ブライリー、キャリー・ベイツ、マリオ・プーゾ
  - 『愛という名の疑惑』 - 脚本: ウェズリー・ストリック、原案: ロバート・バーガー、ウェズリー・ストリック
  - 『嵐の中で輝いて』 - 脚本: デヴィッド・セルツァー、原作: スーザン・アイザック

- 1993年 『幸福の条件』 - 脚本: エイミー・ホールデン・ジョーンズ、原作: ジャック・エンゲルハード
  - 『BODY/ボディ』 - 脚本: ブラッド・マーマン
  - 『クリフハンガー』 - 脚本: マイケル・フランス、シルヴェスター・スタローン、原案: マイケル・フランス、原案: ジョン・ロング
  - 『ラスト・アクション・ヒーロー』 - 脚本: シェーン・ブラック、デヴィッド・アーノット、原案: ザック・ペン、アダム・レフ
  - 『硝子の塔』 - 脚本: ジョー・エスターハス、原作: アイラ・レヴィン

- 1994年 『フリントストーン/モダン石器時代』 - 脚本: トム・S・パーカー、ババルー・マンデル、ミッチ・マーコウィッツ、ダヴァ・サヴェル、ブライアン・レヴァント、マイケル・G・ウィルソン、Al Aidekman、Cindy Begel、ロイド・ガーヴァー、デヴィッド・シルヴァーマン、スティーヴン・サスターシック、ナンシー・スティーン、Neil Thompson、ダニエル・ゴールディン、ジョシュア・ゴールディン、ピーター・マーティン・ワートマン、ロバート・コンテ、ジェフ・レノ、ロン・オズボーン、ブルース・コーエン、ジェイソン・ホッフス、Kate Barker、ゲイリー・ロス、ロブ・デイムズ、レナード・リップス、フレッド・フォックス・Jr.、ロン・ダイアモンド、デヴィッド・リチャードソン、Roy Teicher、Richard Gurman、マイケル・J・ディ・ガエターノ、ルース・ベネット、原作『原始家族フリントストーン』: ウィリアム・ハンナ、ジョセフ・バーベラ
  - 『薔薇の素顔』 - 脚本: マシュー・チャップマン、ビリー・レイ、原案: ビリー・レイ
  - 『ミルク・マネー』 - 脚本: ジョン・マトソン
  - 『ノース 小さな旅人』 - 脚本: アラン・ツァイベル、アンドリュー・シェインマン、原作: アラン・ツァイベル
  - 『沈黙の要塞』 - 脚本: エド・ホロウィッツ、ロビン・U・ルシン

- 1995年 『ショーガール』 - 脚本: ジョー・エスターハス
  - 『コンゴ』 - 脚本: ジョン・パトリック・シャンリィ、原作: マイケル・クライトン
  - 『いとしのパット君』 - 脚本: ジム・エマーソン、スティーヴン・ヒバート、ジュリア・スウィーニー、キャラクター創造: ジュリア・スウィーニー
  - 『ジェイド』 - 脚本: ジョー・エスターハス
  - 『スカーレット・レター』 - 脚本: ダグラス・デイ・スチュワート、原作: ナサニエル・ホーソーン

- 1996年 『素顔のままで』 - 脚本: アンドリュー・バーグマン、原作: カール・ハイアセン
  - 『バーブ・ワイヤー/ブロンド美女戦記』 - 脚本: チャック・ファーラー、アイリーン・チェイケン、原案: アイリーン・チェイケン、原作: ダークホースコミックスのキャラクター
  - 『モンキー・リーグ/史上最強のルーキー登場』 - 脚本: デヴィッド・M・エヴァンス、原案: ケン・リチャーズ、ジェイナス・サーコン
  - 『D.N.A./ドクター・モローの島』 - 脚本: リチャード・スタンリー、ロン・ハッチンソン、原作: H・G・ウェルズ
  - 『ステューピッド おばかっち地球防衛大作戦』 - 脚本: ブレント・フォレスター、原作: ジェームズ・マーシャル、ハリー・アラード

- 1997年 『ポストマン』 - 脚本: エリック・ロス、ブライアン・ヘルゲランド、原作『ポストマン』: デイヴィッド・ブリン
  - 『アナコンダ』 - 脚本: ハンス・バウアー、ジム・キャッシュ、ジャック・エップス・ジュニア
  - 『バットマン & ロビン Mr.フリーズの逆襲』 - 脚本: アキヴァ・ゴールズマン、原作: ボブ・ケインによるDCコミックスのキャラクター
  - 『ロスト・ワールド/ジュラシック・パーク』 - 脚本: デヴィッド・コープ、原作『ロスト・ワールド -ジュラシック・パーク2-』: マイケル・クライトン
  - 『スピード2』 - 脚本: ランダル・マコーミック、ジェフ・ナサンソン、原案: ヤン・デ・ボン、ランダル・マコーミック、キャラクター創造: グレアム・ヨスト

- 1998年 『アラン・スミシー・フィルム』 - 脚本: ジョー・エスターハス
  - 『アルマゲドン』 - 脚本: ジョナサン・ヘンズリー、J・J・エイブラムス
  - 『アベンジャーズ』 - 脚本: ドン・マクファーソン、原作『おしゃれ(秘)探偵』: シドニー・ニューマン
  - 『GODZILLA』 - 脚本: ディーン・デヴリン、ローランド・エメリッヒ
  - 『スパイス・ザ・ムービー』 - 脚本: キム・フラー、アイデア: キム・フラー、スパイス・ガールズ

- 1999年 『ワイルド・ワイルド・ウエスト』 - 原案: ジム・トーマス、ジョン・トーマス、脚本: S・S・ウイルソン、ブレント・マドック、ジェフリー・プライス、ピーター・S・シーマン、原作 The Wild Wild West : マイケル・ガリソン
  - 『ビッグ・ダディ』 - 脚本: スティーブ・フランクス、ティム・ハーリヒ、アダム・サンドラー
  - 『ホーンティング』 - 脚本: デヴィッド・セルフ
  - 『モッド・スクワッド』 - 脚本: スティーヴン・T・ケイ、スコット・シルヴァー、ケイト・ラニエー、原作 The Mod Squad : バッド・ラスキン
  - 『スター・ウォーズ エピソード1/ファントム・メナス』 - 脚本: ジョージ・ルーカス

### 2000年代
- 2000年 『バトルフィールド・アース』 - 脚本: コリー・マンデル、J・D・シャピロ、原作: L・ロン・ハバード
  - 『ブレアウィッチ2』 - 脚本: ダニエル・マイリック、エドゥアルド・サンチェス、ディック・ビーブ、ジョー・バーリンジャー
  - 『グリンチ』 - 脚本: ジェフリー・プライス、ピーター・S・シーマン、原作: Dr.スース
  - 『リトル★ニッキー』 - 脚本: ティム・ハーリヒー、アダム・サンドラー、スティーヴン・ブリル
  - 『2番目に幸せなこと』 - 脚本: トム・ロペレフスキー

- 2001年 『フレディのワイセツな関係』 - 脚本: トム・グリーン、デレク・ハービー
  - 『ドリヴン』 - 脚本: シルヴェスター・スタローン、ジャン・スクレントニー、ニール・タバクニック
  - 『グリッター きらめきの向こうに』 - 脚本: ケイト・ラニエー、シェリー・L・ウェスト
  - 『パール・ハーバー』 - 脚本: ランダル・ウォレス
  - 『スコーピオン』 - 脚本: リチャード・レッコ、デミアン・リヒテンシュタイン

- 2002年 『スター・ウォーズ エピソード2/クローンの攻撃』 - 脚本: ジョージ・ルーカス、ジョナサン・ホールズ
  - 『プルート・ナッシュ』 - 脚本: ニール・カスバート
  - 『ノット・ア・ガール』 - 脚本: ションダ・ライムズ
  - 『ピノッキオ』 - 脚本: ヴィンセンツォ・セラミ、ロベルト・ベニーニ、原作: カルロ・コッローディ
  - 『スウェプト・アウェイ』 - 脚本: ガイ・リッチー

- 2003年 『ジーリ』 - 脚本: マーティン・ブレスト
  - 『ハットしてキャット』 - 脚本: アレック・バーグ、デヴィッド・マンデル、ジェフ・シェファー、原作: Dr.スース
  - 『チャーリーズ・エンジェル フルスロットル』 - 脚本: ジョン・オーガスト、コーマック・ウェブレイ、マリアン・ウェブレイ
  - 『新 Mr.ダマー ハリーとロイド、コンビ結成!』 - 脚本: ロバート・ブレナー、トロイ・ミラー、キャラクター創造: ピーター・ファレリー、ベネット・イェーリン、ボビー・ファレリー
  - 『アメリカン・スター』 - 脚本: キム・フラー

- 2004年 『キャットウーマン』 - 脚本: テレサ・レベック、ジョン・ブランカート、マイケル・フェリス、ジョン・ロジャース
  - 『アレキサンダー』 - 脚本: オリバー・ストーン、クリストファー・カイル、レータ・カログリディス
  - Superbabies: Baby Geniuses 2 - 原案: スティーブン・ポール、脚本: グレゴリー・ポッペン
  - 『恋のクリスマス大作戦』 - 脚本: デボラ・カプラン、ハリー・エルフォント、ジェフリー・ヴェンティミリア、ジョシュ・スターニン
  - 『最凶女装計画』 - 脚本: キーネン・アイヴォリー・ウェイアンズ、ショーン・ウェイアンズ、マーロン・ウェイアンズ、アンディ・マクエルフレッシュ、マイケル・アンソニー、スノーデン、ザビエル・クック

- 2005年 Dirty Love - 脚本: ジェニー・マッカーシー
  - 『奥さまは魔女』 - 脚本: ノーラ・エフロン、デリア・エフロン、アダム・マッケイ、原作『奥さまは魔女』: ソル・サックス
  - Deuce Bigalow: European Gigolo - 脚本: ロブ・シュナイダー、デヴィッド・ギャレット、ジェイソン・ワード
  - 『デュークス・オブ・ハザード』 - ジョン・オブライエン、『爆発!デューク』: ギイ・ウォルドロン
  - 『マスク2』 - 脚本: ランス・カーゼイ

- 2006年 『氷の微笑2』 - 脚本: レオラ・バリッシュ、ヘンリー・ビーン、キャラクター創造: ジョー・エスターハス
  - 『ブラッドレイン』 - 脚本: グィネヴィア・ターナー、原作『ブラッドレイン』
  - 『レディ・イン・ザ・ウォーター』 - 脚本: M・ナイト・シャマラン
  - 『最凶赤ちゃん計画』 - 脚本: キーネン・アイヴォリー・ウェイアンズ、マーロン・ウェイアンズ、ショーン・ウェイアンズ
  - 『ウィッカーマン』 - 脚色: ニール・ラビュート、オリジナル脚本: アンソニー・シェーファー

- 2007年 I Know Who Killed Me - 脚本: ジェフリー・ハモンド
  - 『チャーリーと18人のキッズ in ブートキャンプ』 - 脚本: ジェフ・ロドキー、J・デヴィッド・ステム、デヴィッド・N・ワイス
  - 『鉄板英雄伝説』 - 脚本: ジェイソン・フリードバーグとアーロン・セルツァー
  - 『チャックとラリー おかしな偽装結婚!?』 - 脚本: バリー・ファナロ、アレクサンダー・ペイン、ジム・テイラー
  - 『マッド・ファット・ワイフ』 - 脚本: エディ・マーフィ、チャーリー・マーフィー、ジェイ・シェリック、デヴィッド・ロン

- 2008年 『愛の伝道師 ラブ・グル』 - 脚本: マイク・マイヤーズ、グラハム・ゴーディ
  - 『ディザスター・ムービー!おバカは地球を救う』、『ほぼ300』（同時ノミネート） - 脚本: ジェイソン・フリードバーグとアーロン・セルツァー
  - 『ハプニング』 - 脚本: M・ナイト・シャマラン
  - The Hottie and the Nottie - 脚本: ハイジ・フェラー
  - 『デス・リベンジ』 - 脚本: ダグ・テイラー

- 2009年 『トランスフォーマー/リベンジ』 - 脚本: アーレン・クルーガー、アレックス・カーツマン、ロベルト・オーチー、原作: ハズブロのアクションフィギュア『トランスフォーマー』
  - 『ウルトラ I LOVE YOU!』 - 脚本: キム・バーカー
  - 『G.I.ジョー』 - 脚本: スチュアート・ビーティー、デヴィッド・エリオット、ポール・ラヴェット、原作: ハズブロのキャラクター『G.I.ジョー』
  - 『マーシャル博士の恐竜ランド』 - 脚本: クリス・ヘンチー、デニス・マクニコラス、原作 Land of the Lost : シド&マーティ・クロフト
  - 『ニュームーン/トワイライト・サーガ』 - 脚本: メリッサ・ローゼンバーグ、原作『ニュームーン』: ステファニー・メイヤー

### 2010年代
- 2010年 『エアベンダー』 - 脚本: M・ナイト・シャマラン、原作『アバター 伝説の少年アン』: マイケル・ダンテ・ディマーティノ、ブライアン・コニーツコ
  - 『ミート・ザ・ペアレンツ3』 - 脚本: ジョン・ハンバーグ、ラリー・スタッキー、キャラクター創造: グレッグ・グリエンナ、メアリー・ルース・クラーク
  - 『セックス・アンド・ザ・シティ2』 - 脚本: マイケル・パトリック・キング、原作『セックス・アンド・ザ・シティ』: ダーレン・スター
  - 『エクリプス/トワイライト・サーガ』 - 脚本: メリッサ・ローゼンバーグ、原作『エクリプス』: ステファニー・メイヤー
  - 『ほぼトワイライト』 - 脚本: ジェイソン・フリードバーグとアーロン・セルツァー

- 2011年 『ジャックとジル』 - 脚本: スティーブ・コレン、アダム・サンドラー、原案: ベン・ズーク
  - 『ポルノ☆スターへの道』 - 脚本: アダム・サンドラー、ニック・スウォードソン、アレン・コヴァート
  - 『ニューイヤーズ・イブ』 - 脚本: キャサリン・ファゲイト
  - 『トランスフォーマー/ダークサイド・ムーン』 - 脚本: アーレン・クルーガー
  - 『トワイライト・サーガ/ブレイキング・ドーン Part1』 - 脚本: メリッサ・ローゼンバーグ

- 2012年 『俺のムスコ』  - 脚本: デヴィッド・キャスパー
  - Atlas Shrugged: Part II - 脚本: デューク・サンドファー、ブライアン・パトリック・オトゥール、ダンカン・スコット、原作『肩をすくめるアトラス』: アイン・ランド
  - 『バトルシップ』 - 脚本: ジョン・ホーバー、ジョン・ホーバー、原作: ハズブロのボードゲーム
  - 『ジャックはしゃべれま1,000』 - 脚本: スティーヴ・コレン
  - 『トワイライト・サーガ/ブレイキング・ドーン Part2』 - 脚本: メリッサ・ローゼンバーグ、ステファニー・メイヤー、原作: ステファニー・メイヤー

- 2013年[1] 『ムービー43』を執筆した19人の脚本家（スティーヴ・バーカー、リッキー・ブリット（英語版）、ウィル・カーラフ、トビアス・カールソン、ジェイコブ・フライシャー、パトリック・フォーシュベリ、ウィル・グレアム、ジェームズ・ガン、クロース・カイルストレム、ジャック・クコダ、ボブ・オデンカーク、ビル・オマリー、マシュー・ポーテノイ、グレッグ・プリティキン（英語版）、ロッキー・ルッソ（英語版）、オッレ・サッリ、エリザベス・シャピロ、ジェレミー・ソセンコ（英語版）、ジョナサン・ヴァン・タルケン、ジョナス・ウィッテンマーク）
  - 『アフター・アース』 - 脚本: M・ナイト・シャマラン、ゲイリー・ウィッタ（英語版）、原案: ウィル・スミス
  - 『アダルトボーイズ遊遊白書』 - アダム・サンドラー、ティム・ハーリヒー（英語版）、フレッド・ウルフ（英語版）
  - 『ローン・レンジャー』 - 脚本・原案: ジャスティン・ヘイス（英語版）、テッド・エリオット、テリー・ロッシオ
  - A Madea Christmas - タイラー・ペリー